# Hendrik III van Avaugour
Hendrik III van Avaugour (circa 1247 - 21 november 1301) was van 1281 tot aan zijn dood heer van Avaugour en Goëlo. Hij behoorde tot het huis Avaugour.

## Levensloop
Hendrik III was de zoon van Alan II van Avaugour, erfgenaam van de heerlijkheden Avaugour en Goëlo, uit diens huwelijk met Clemence van Beaufort, vrouwe van Dinan.
In 1281 erfde hij na het overlijden van zijn grootvader Hendrik II naast Avaugour en Goëlo de heerlijkheden Mayenne en L'Aigle. Voor zijn domeinen in Goëlo en Quintin diende Hendrik hertog Jan I van Bretagne te huldigen, maar dat weigerde hij zolang hij Dinan, dat zijn vader in 1264 verkocht had aan Bretagne, niet terugkreeg. Na bemiddeling van koning Filips III van Frankrijk werd in 1282 een akkoord gesloten: Hendrik III moest L'Aigle afstaan aan de hertog van Bretagne en kreeg in ruil 2.000 livres en het grootste deel van Dinan toegewezen, inclusief het kasteel van Léhon. Ook moest hij Châtelaudren, de hoofdplaats van Goëlo, verstevigen. Nadat hertog Jan I van Bretagne in 1286 overleed, slaagde Hendrik III erin om L'Aigle en de overige delen van Dinan opnieuw te bemachtigen.
Hendrik III van Avaugour overleed in 1301 en werd bijgezet in het Cordeliersklooster van Dinan.

## Huwelijk en nakomelingen
Rond 1270 huwde hij met Maria van Brienne (overleden in 1329), vrouwe van Margon. Ze kregen volgende kinderen:
- Hendrik IV (overleden in 1334), heer van Avaugour en Goëlo
- Jan (overleden in 1340), bisschop van Saint-Brieuc en Dol-de-Bretagne
- Willem (overleden na 1332)
- Agnes (overleden in 1288)
- Blanche, huwde voor 1312 met Willem van Harcourt, heer van La Saussaye, en werd daarna kloosterzuster in Maubuisson
- Margaretha, huwde in 1296 of 1297 met Willem V Paynel, baron van Hambye
- Maria (overleden voor 1340), huwde rond 1313 met Jean Tesson, heer van La Roche-Tesson
- Johanna, huwde in 1315 met Jean Crespin, baron van Dangu
- Clemence, vrouwe van Correc
- Luce, kloosterzuster in Maubuisson
- Eleonora, kloosterzuster in Maubuisson